# Certallum ebulinum
Certallum ebulinum (Synonym Cartallum ebulinum) ist ein Käfer aus der Familie der Bockkäfer und der Unterfamilie Cerambycinae.
Der Gattungsname Cartallum ist von altgr. κάρταλλος „kártallos“ für einen „unten spitz zulaufenden Korb“ abgeleitet. Der Artname ebulinum ist von  (lat.) „ebulus“ abgeleitet und nimmt darauf Bezug, dass der Käfer auf dem Zwerg-Holunder (Sambucus ebulus) gefunden werden kann.

## Merkmale des Käfers
Der Schriftsteller und Koleopterologe Ernst Jünger schreibt zu dem Käfer: „Roter Hals, stahlblauer Rücken und auf  Attich, dem Zwergholunder, zu finden, daher auch nach dessen Namen »ebulinum« zubenannt.“ Der bunt gefärbte Käfer erreicht eine Länge von sieben bis zwölf Millimeter. Der ganze Körper ist punktiert und trägt vereinzelt stehende, lange, helle Haare.
Der Kopf ist matt schwarz. Die fein facettierten Augen sind nur wenig ausgerandet, so dass die Fühler an der Basis weniger weit voneinander entfernt sind als die Innenränder der Augen auf dem Scheitel. Das Basisglied der elfgliedrigen Fühler ist auffallend groß und schwarz, das zweite Fühlerglied kurz und wie die restlichen Fühlerglieder rostfarbig (Abb. 1). Beim Weibchen sind die Fühler fast körperlang, beim Männchen nur wenig länger. Das letzte Glied der Kiefertaster ist abgeplattet und beilförmig (Abb. 1).
Der rot gefärbte Halsschild (Abb. 2) ist vorn und hinten abgeschnürt und dort schwarz gesäumt, selten ganz schwarz (Variation nigricolle). Er ist höchstens wenig länger als breit. Seitlich trägt er in der Mitte einen deutlichen Höcker, auf der Oberseite fünf wenig markante Schwielen. Von diesen liegen jeweils zwei seitlich, die fünfte Schwiele liegt zwischen den beiden hinteren. Die seitlich hintereinander stehenden Schwielen können zusammenfließen.
Die Flügeldecken sind metallisch grün oder blau. Sie sind zusammen breiter als der Halsschild. Die Punktierung ist sehr dicht und markant, auffallender als die Punktierung des Halsschildes. Die Flügeldecken verengen sich nach hinten nur wenig und enden gemeinsam gerundet. Die Schultern sind aufgeworfen. Das Schildchen ist halbkreisförmig.
Die Unterseite ist schwarz und sehr dünn weißlich behaart. Das erste Sternit des Hinterleibs (Abb. 3, blau getönt) ist sehr lang, fast so lang wie die folgenden Abdominalsternite gemeinsam. Die beiden folgenden Sternite sind beim Weibchen lang goldgelb tomentiert (Abb. 4). Die Schenkel sind gestielt und enden keulenförmig verdickt. Die  Tarsen sind nur scheinbar viergliedrig, da das vierte Tarsenglied zwischen den lappigen Erweiterungen des dritten Tarsenglieds verborgen ist (Abb. 5).
|                                                                                             |                                                 | |
| Abb. 1: Kopf                                                                                | Abb. 1: Kopf                                    | Abb. 2: Brustschild |
|                                                                                             |                                                 | |
| Abb. 3: Ausschnitt der Unterseite, koloriert A: Meso- B: Metasternum 1–6: Abdominalsternite | Abb. 4: ♀, Körperende von unten nicht koloriert | Abb. 5: Tarsus des Hinterbeins, unten kolorierte Kopie Tarsenglieder: erstes lila, zweites gelb drittes blau, viertes rot, fünftes grün |

## Biologie
Die Larven entwickeln sich in den Stängeln verschiedener Kreuzblütler (Raphanus, Erysimum, Sisymbrium und andere), vermutlich auch in Wurzeln und Stängeln der Pflanzen aus weiteren Familien (Lippenblütler und Doldenblütler). Die adulten Tiere findet man von April bis Juli an Blüten.

## Verbreitung
Certallum ebulinum ist mit Lücken um das Mittelmeer (circummediterran) verbreitert. Westlich erstreckt sich das Verbreitungsgebiet über Nordafrika, Portugal, Spanien, Frankreich, Italien und einige dazugehörige Inseln, im Osten kommt die Art in Südrussland und der Ukraine vor. Außerdem ist die Art von Griechenland, Zypern, Türkei dem Nahen Osten und einigen ostmediterranen Inseln gemeldet. Nach Norden wird die Art seltener. Aus Deutschland liegen nur alte und nicht anerkannte Fundmeldungen vor. In Deutschland, der Schweiz, Österreich und dem ehemaligen Jugoslawien fehlt der Käfer.